# Berbecii dintr-un tufiș

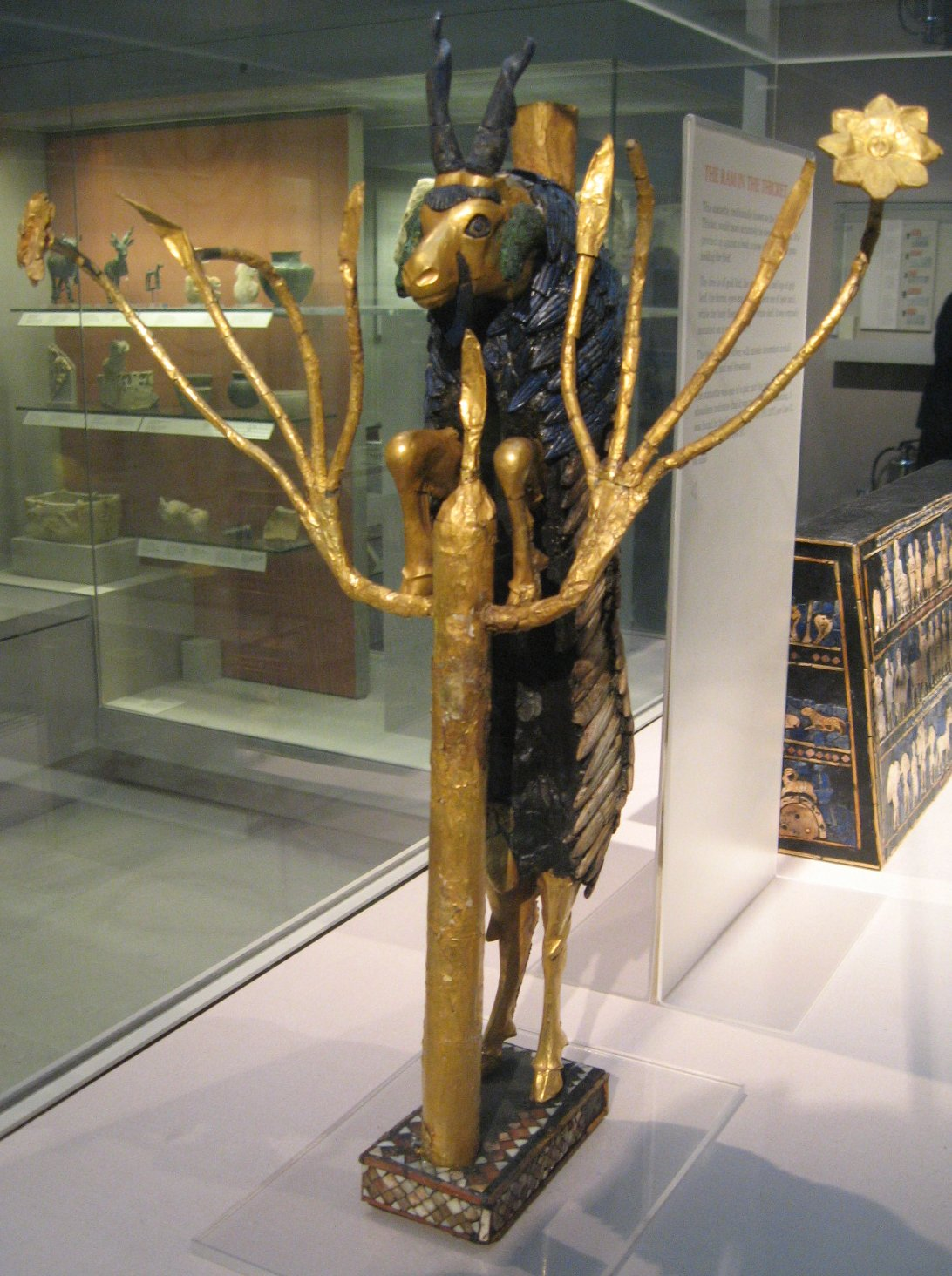
Berbecul dintr-un tufiș expus în British Museum din Londra, Anglia. În spatele figurinei (în această poză apare în dreapta artefactului), este surprins și Standardul Urului ce provine din același oraș ca Berbecii, Urul.

Barbecii dintr-un tufiș (în engleză: Ram in a Thicket) este o pereche de figurine excavate în Ur, în sudul actualului Irak, acestea datând dintre anii 2600 î.e.n. – 2400 î.e.n.. Prima figurină este expusă în prezent în a LVI-a Cameră a Departamentului Orientului Apropiat din British Museum, iar a doua în Muzeul Universității de Arheologie și Antropologie din Pennsylvania din Philadelphia.

## Galerie

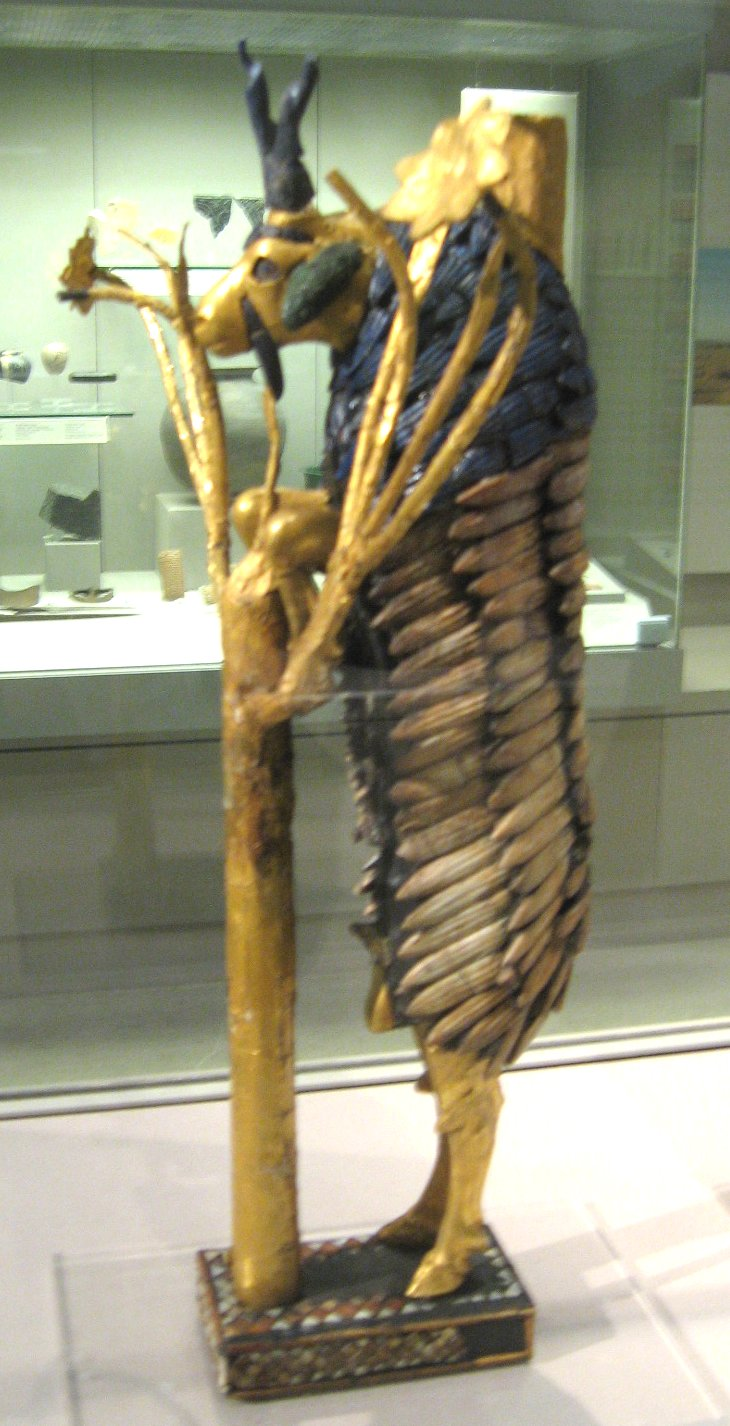
Berbecul dintr-un tufiș ce este expus la British Museum din Londra, Anglia
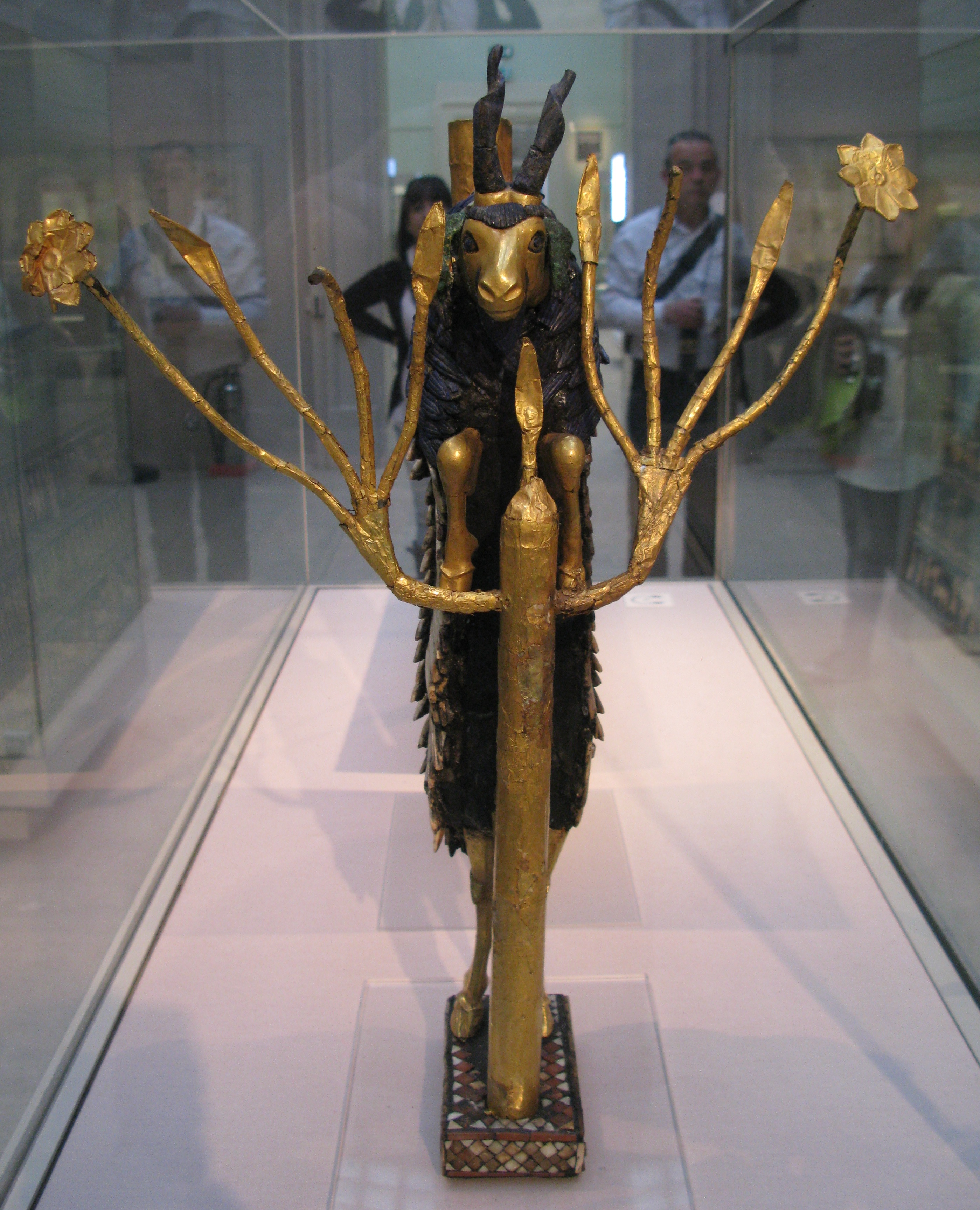
În această imagine se observă atenția pentru detalii a celui ce a realizat această figurină
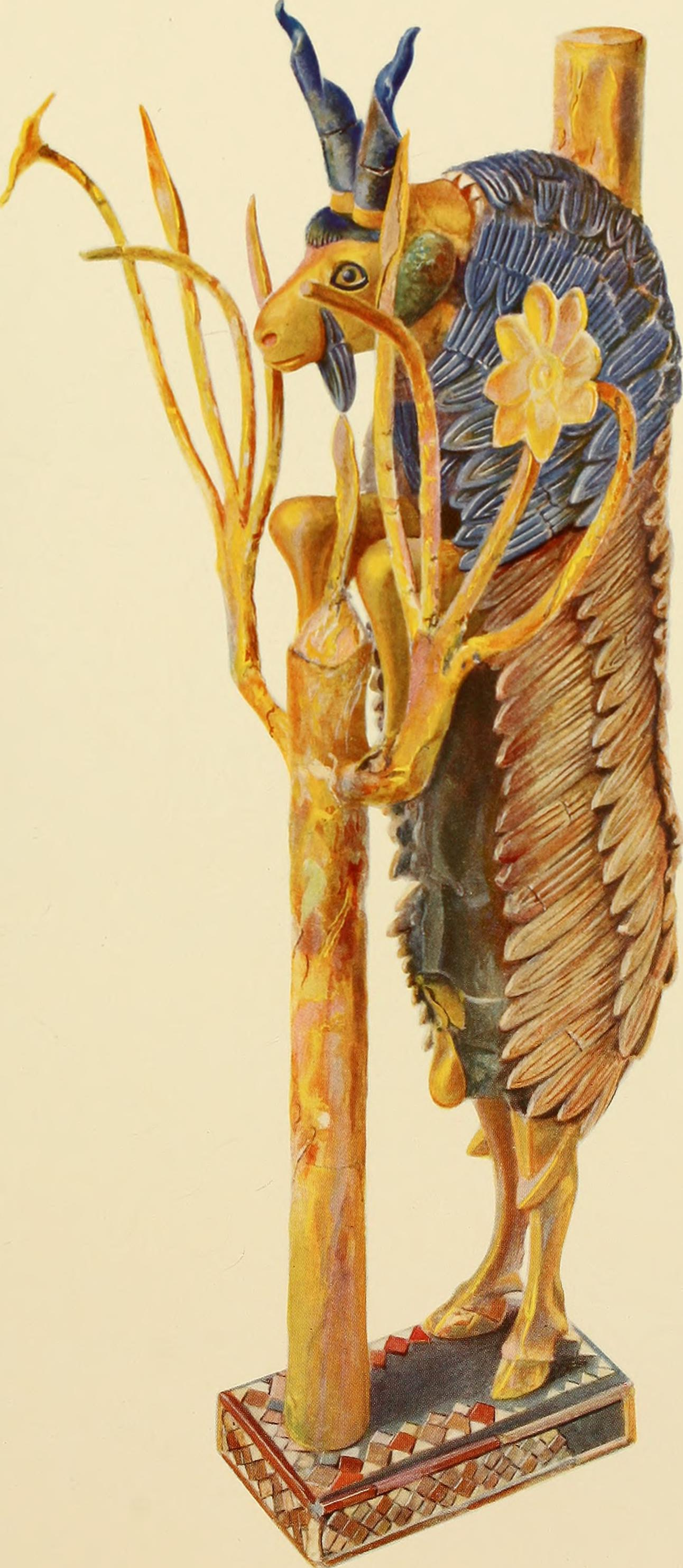
Ilustrație în care este înfățișat unul dintre Berbecii dintr-un tufiș
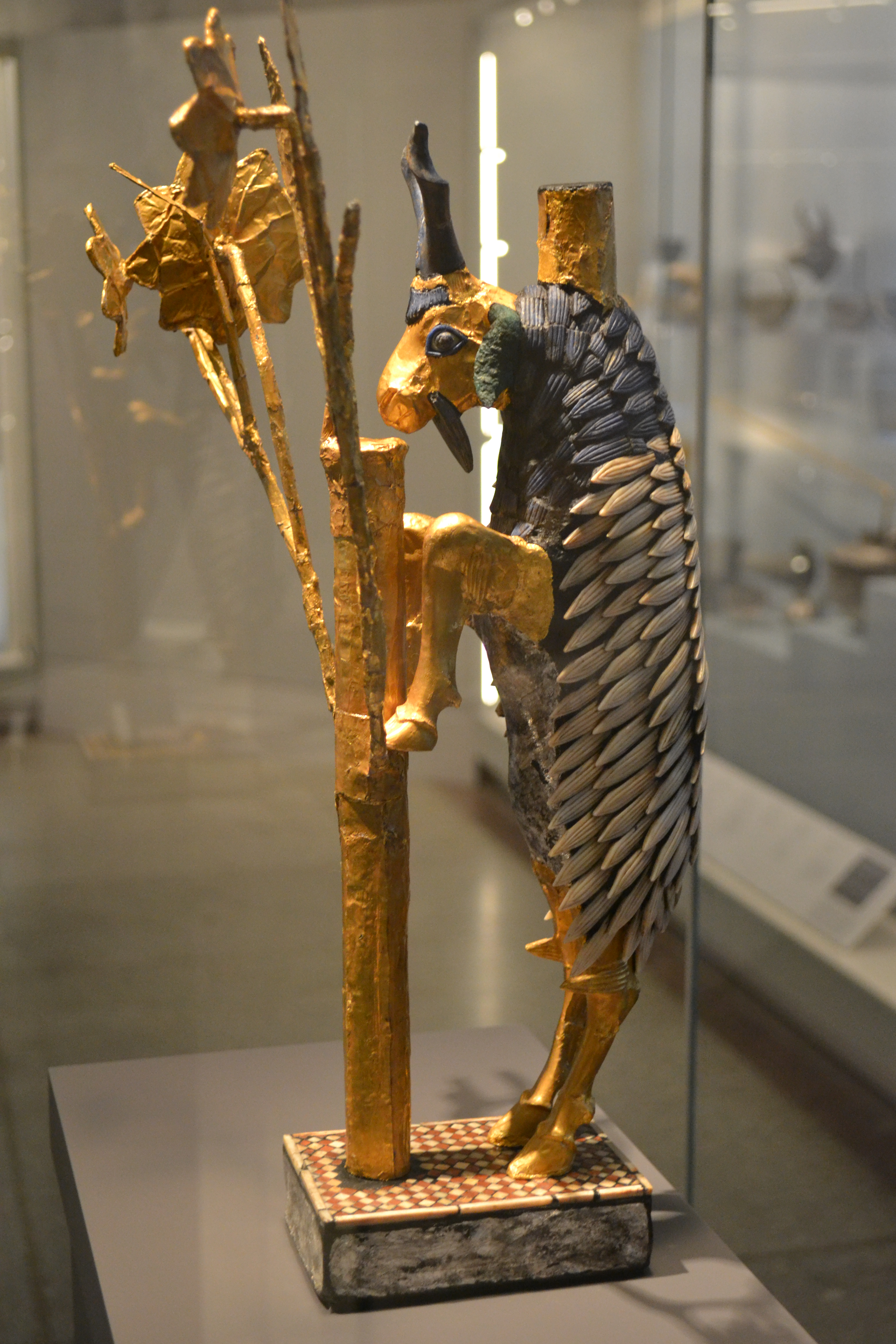
Cel din Muzeul Universității de Arheologie și Antropologie din Pennsylvania, Philadelphia
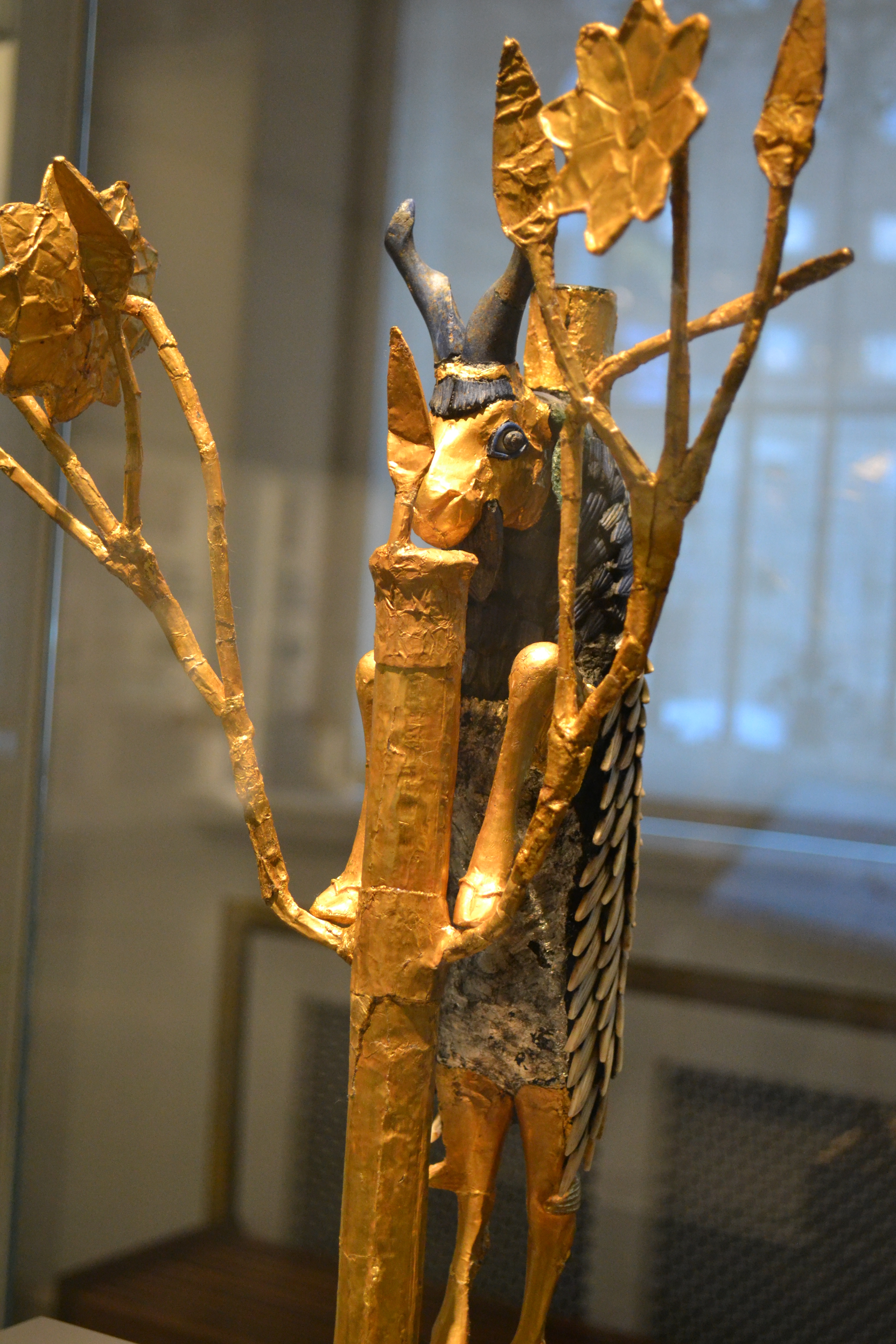
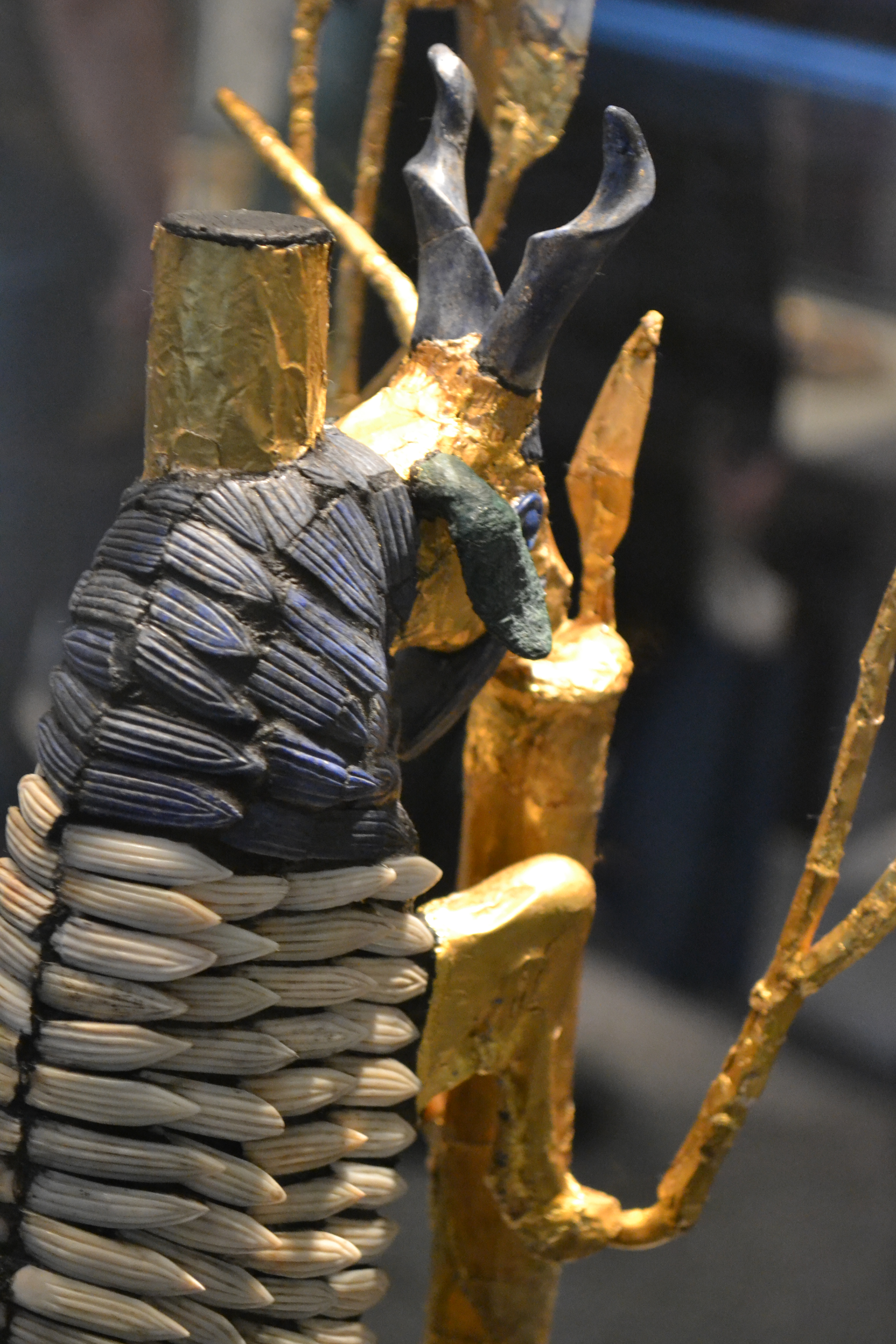
Detaliu

## Legături externe
- en The Ram in a Thicket on the British Museum website
- en Ram in a Thicket on Mesopotamia.co.uk
- en Ram in a Thicket in the Chicago Chronicle
- en Information on the Ram in a Thicket
- en Penn Museum's Ram in the Thicket Collection highlight
- en Penn Museum's Ram in the Thicket Object description